# Entebbe
Entebbe je grad u Ugandi, u distriktu Wakaso, regiji Central. Nalazi se na poluotoku na sjevernoj obali Viktorijinog jezera, 37 km jugozapadno od Kampale i samo 5 km sjeverno od ekvatora. Poznat je po svojoj zračnoj luci, najvećoj u Ugandi, koja je u žižu svjetske javnosti dospjela 1976. kao mjesto zrakoplovne talačke krize (operacija Yonatan).
Prema procjeni iz 2008., Entebbe ima 70.200 stanovnika.

## Vanjske poveznice

### Ostali projekti
|  | Zajednički poslužitelj ima još gradiva o temi Entebbe |